# بايرون فالشر
بايرون فالشر (بالإنجليزية: Byron Fulcher)‏ هو معلم موسيقى بريطاني، ولد في 1970.

## وصلات خارجية
- بايرون فالشر على موقع ميوزك برينز (الإنجليزية)
- بايرون فالشر على موقع أول ميوزيك (الإنجليزية)
- بايرون فالشر على موقع ديسكوغز (الإنجليزية)